# Соколова, Наталья Анатольевна
Наталья Анатольевна Соколова (род. 23 октября 1992, Москва, Россия) — российский боксёр-любитель, выступающая в полусредней весовой категории. Мастер спорта России по боксу (2022), член сборной России по боксу.
Бронзовый призёр чемпионата России (2023), многократная победительница и призёр международных и национальных турниров в любителях.

## Биография
Родилась 23 октября 1992 года в Москве, в России.
Имеет высшее образование. Закончила Российский государственный социальный университет и Московский институт современного академического образования.

## Любительская карьера

### 2022—2023 годы
В октябре 2022 года, в Краснодаре участвовала на чемпионате России среди женщин в весе до 66 кг, где она в 1/8 финала по очкам 5:0 победила одноклубницу Ангелину Шевякову, и в финале победила опытную Юлию Чернобородову.
В ноябре 2023 года, в Уфе стала бронзовым призёром чемпионата России в весе до 66 кг, где она в полуфинале по очкам 0:5 проиграла Ангелине Ганюковой, которая в итоге стала серебряным призёром чемпионата России 2023 года.